# Santa María de Guido
Santa María de Guido o Santa María de los Altos es un barrio de la ciudad de Morelia, en el Estado de Michoacán, México.

## Toponimia
El nombre original de Santa María “Yotatiro”, que en lengua purépecha significa“lugar de blancura”. 

## Historia
Santa María de Guido, posee orígenes prehispánicos, durante la etapa virreinal y al fundarse Valladolid de Michoacán se convierte en pueblo de visita agustino, periodo que es reconocible a través del inmueble clerical que permanece hasta nuestros días, siendo una huella tangible que forma parte de la identidad de los residentes del lugar, además de un testimonio material de la historia del poblado.

## Geografía
Está situado exactamente a 8.85 km (hacia el W) del centro geográfico del área municipal de Morelia. Desde el núcleo urbano de la localidad de Morelia, puedes llegar en 3.37 km en dirección S.